# Grzegorz Woźny
Grzegorz Marian Woźny (Pudliszki; 19 de Julho de 1946 — ) é um político da Polónia. Ele foi eleito para a Sejm em 25 de Setembro de 2005 com 9178 votos em 36 no distrito de Kalisz, candidato pelas listas do partido Sojusz Lewicy Demokratycznej.
Ele também foi membro do Senado 1993-1997, Sejm 1997-2001, e Sejm 2001-2005.